# HMS Jaguar (F34)
HMS «Ягуар» (F34) (англ. HMS Jaguar (F34) — військовий корабель, ескадрений міноносець типу «J» Королівського військово-морського флоту Великої Британії за часів Другої світової війни.

## Історія створення
«Ягуар» був закладений 25 листопада 1937 на верфі компанії William Denny and Brothers, в містечку Дамбартон. 12 вересня 1939 увійшов до складу Королівських ВМС Великої Британії.